# عمر کاتاری
عمر کاتاری (انگلیسی: Omar Catarí؛ زادهٔ ۲۵ آوریل ۱۹۶۴) بوکسور اهل ونزوئلا است.